# Jan Bochenek
Jan Bochenek (Vovčkiv, 20 settembre 1931 – Łódź, 2 novembre 2011) è stato un sollevatore polacco, medagliato olimpico e mondiale che ha gareggiato nelle categorie dei pesi medi (fino a 75 kg.) e dei pesi massimi leggeri (fino a 82,5 kg.).

## Biografia
Jan Bochenek partecipò a due edizioni dei Giochi Olimpici, la prima delle quali fu Melbourne 1956 nella categoria dei pesi medi, dove ottenne il risultato di 382,5 kg. nel totale su tre prove, lo stesso ottenuto dall'italiano Ermanno Pignatti, il quale però aveva un peso corporeo leggermente inferiore a quello di Bochenek, e si vide pertanto assegnata la medaglia di bronzo, con il polacco classificato al 4º posto finale. Sempre nel 1956 vinse la medaglia di bronzo ai Campionati europei di Helsinki con 362,5 kg. nel totale.
Nel 1957 Bochenek vinse la medaglia di bronzo ai Campionati europei di Katowice con 380 kg. nel totale; due mesi dopo, lo stesso anno, vinse un'altra medaglia di bronzo ai Campionati mondiali di Teheran con 395 kg. nel totale.
Nel 1959, ai Campionati mondiali ed europei di Varsavia, terminò la gara al 3º posto con 392,5 kg. nel totale, dietro allo statunitense Tommy Kono (425 kg.) ed al sovietico Fëdor Bogdanovskij (417,5 kg.), ottenendo, pertanto, la medaglia di bronzo mondiale e la medaglia d'argento europea.
L'anno successivo vinse nel mese di maggio la medaglia di bronzo ai Campionati europei di Milano con 385 kg. nel totale, dietro al sovietico Aleksandr Kurynov (420 kg.) ed all'ungherese Győző Veres (397,5 kg.). Alcuni mesi dopo, partecipò alle Olimpiadi di Roma 1960 passando alla categoria superiore dei pesi massimi leggeri ed ottenendo la medaglia di bronzo con 420 kg. nel totale, alle spalle del connazionale Ireneusz Paliński (442,5 kg.) e dello statunitense James George (430 kg.).
Al termine della carriera agonistica si dedicò all'attività di allenatore di sollevamento pesi, diventando anche responsabile tecnico della squadra nazionale polacca di sollevamento pesi.